# Hystrichonychus atacamensis
Hystrichonychus atacamensis är en spindeldjursart som beskrevs av Gonzalez 1977. Hystrichonychus atacamensis ingår i släktet Hystrichonychus och familjen Tetranychidae. Inga underarter finns listade i Catalogue of Life.